# Prachtlijstergaai
De prachtlijstergaai (Trochalopteron variegatum; synoniem: Garrulax variegatus) is een zangvogel uit de familie Leiothrichidae.

## Verspreiding en leefgebied
Deze soort komt voor van Afghanistan tot de Himalaya en telt drie ondersoorten:
- T. v. nuristani: noordoostelijk Afghanistan en noordwestelijk Pakistan.
- T. v. simile: van noordelijk Pakistan tot noordelijk India.
- T. v. variegatum: de westelijke en centrale Himalaya.

## Status
De grootte van de populatie is niet gekwantificeerd maar de soort wordt omschreven als algemeen. Op de Rode lijst van de IUCN heeft deze soort de status niet bedreigd.